# Redmond (Utah)
Redmond es una localidad del condado de Sevier, estado de Utah, Estados Unidos. Según el censo de 2000 la población era de 788 habitantes.

## Geografía
Redmond se encuentra en las coordenadas 39°0′19″N 111°52′2″O / 39.00528, -111.86722.
Según la oficina del censo de Estados Unidos, la localidad tiene una superficie total de 2,6 km². De los cuales 2,5 km² son tierra y 0,1 km² están cubiertos de agua.
- Datos: Q129984
- Multimedia: Redmond, Utah / Q129984